# Speakerboxxx/The Love Below
Speakerboxxx/The Love Below är ett musikalbum av hiphopgruppen Outkast, släppt den 23 september, 2003. Det är utformat som två soloalbum av duons respektive medlemmar, där Big Boi står för Speakerboxxx och André 3000 för The Love Below. Albumet innehåller bland annat hitarna "Hey Ya!" och "The Way You Move" och tilldelades 2004 en Grammy för årets album.

## Låtlista
Speakerboxxx (CD 1)
1. "Intro" - 1:29
2. "GhettoMusick" - 3:56
3. "Unhappy" - 3:19
4. "Bowtie" - 3:56
5. "The Way You Move" - 3:54
6. "The Rooster" - 3:57
7. "Bust" - 3:08
8. "War" - 2:43
9. "Church" - 3:27
10. "Bamboo" - 2:09
11. "Tomb of the Boom" - 4:46
12. "E-Mac" - 0:24
13. "Knowing" - 3:32
14. "Flip Flop Rock" - 4:35
15. "Interlude" - 1:15
16. "Reset" - 4:35
17. "D-Boi" - 0:40
18. "Last Call" - 3:57
19. "Bowtie" - 0:34

The Love Below (CD 2)
1. "The Love Below" - 1:27
2. "Love Hater" - 2:49
3. "God" - 2:20
4. "Happy Valentine's Day" - 5:23
5. "Spread" - 3:51
6. "Where Are My Panties?" - 1:54
7. "Prototype" - 5:26
8. "She Lives in My Lap" - 4:27
9. "Hey Ya!" - 3:55
10. "Roses" - 6:09
11. "Good Day, Good Sir" - 1:24
12. "Behold a Lady" - 4:37
13. "Pink & Blue" - 5:04
14. "Love in War" - 3:25
15. "She's Alive" - 4:06
16. "Dracula's Wedding" - 2:32
17. "The Letter" - 0:20
18. "My Favorite Things" - 5:13
19. "Take Off Your Cool" - 2:38
20. "Vibrate" - 6:38
21. "A Life in the Day of Benjamin André (Incomplete)" - 4:49